# SBS 컬처클럽
《SBS 컬처클럽》은 매주 목요일 오전 1시 5분부터 2시까지 SBS에서 방송된 시사교양 프로그램이다.